# Бонд, Саманта
Саманта Бонд (англ. Samantha Bond, род. 21 ноября 1961 года, Кенсингтон, Лондон, Великобритания) — британская актриса театра, кино и телевидения, наиболее известная по исполнению роли мисс Манипенни в четырёх фильмах бондианы и леди Розамунд Пейнсвик в телесериале «Аббатство Даунтон».

## Карьера
Дебют Саманты Бонд в театре состоялся в 1983 году в пьесе «Daisy Pulls It Off» в Саутгемптоне, а после этого в Вест-Энде. В этом же году она исполнила роль Марии Бертрам в телесериале «Мэнсфилд-парк» по одноимённому роману Джейн Остин. В 1985 году она снялась в экранизации романа Агаты Кристи «Объявлено убийство» в серии фильмов про мисс Марпл. В 1989 году Бонд исполнила одну из ролей второго плана в художественном фильме «Эрик-викинг».
В 1990 году Бонд сыграла в одной из серий сериала «Пуаро Агаты Кристи», в 1992 году — в телесериале «Инспектор Морс». В 1997 году она исполнила роль мисс Тейлор (миссис Уэстон) в телефильме «Эмма». В 1999 году была номинирована на Тони за роль в пьесе «Amy’s View».
В 1995 году в художественном фильме «Золотой глаз» впервые исполнила роль мисс Манипенни, секретаря главы МИ-6 М (Пирс Броснан также впервые появился в фильмах бондианы). После этого она ещё трижды играла в фильмах про агента 007: в 1997 году («Завтра не умрёт никогда»), в 1999 году («И целого мира мало») и в 2002 году («Умри, но не сейчас»). Она покинула проект вместе с уходом Броснана.
После этого она появлялась во многих британских телесериалах и телевизионных фильмах, таких как «Отель Вавилон», «Далёкие берега», «Чуть свет — в Кэндлфорд», «Донован», «Приключения Сары Джейн», «Чисто английское убийство». В последние годы Саманту Бонд можно увидеть в качестве приглашенной звезды и актрисы второго плана в телесериалах «Аббатство Даунтон» и «В меньшинстве».

## Семья
Саманта родилась в семье актёра Филипа Бонда и телевизионного продюсера Пэт Сендис. У неё есть старший брат Мэттью (журналист) и сестра Абигель, также актриса.
В 1989 году Саманта вышла замуж за британского театрального актёра Александра Хэнсона. В браке у них родилось двое детей — Молли и Том.

## Фильмография
| Год       |    | Русское название             | Оригинальное название     | Роль                                              |
| --------- | -- | ---------------------------- | ------------------------- | ------------------------------------------------- |
| 1985      | с  | Мисс Марпл                   | Miss Marple               | Джулия Симмонс                                    |
| 1989      | ф  | Эрик-викинг                  | Erik the Viking           | Хельга                                            |
| 1990      | с  | Пуаро Агаты Кристи           | Agatha Christie’s Poirot  | Стелла Робинсон                                   |
| 1995      | ф  | Золотой глаз                 | GoldenEye                 | мисс Манипенни                                    |
| 1996      | тф | Эмма                         | Emma                      | миссис Уэстон                                     |
| 1997      | ф  | Завтра не умрёт никогда      | Tomorrow Never Dies       | мисс Манипенни                                    |
| 1999      | ф  | И целого мира мало           | The World Is Not Enough   | мисс Манипенни                                    |
| 2001—2011 | с  | Убийства в Мидсомере         | Midsomer Murders          | Кейт Кэмерон / Арабелла Хэммонд / Сюзанна Чэмберс |
| 2002      | ф  | Умри, но не сейчас           | Die Another Day           | мисс Манипенни                                    |
| 2004      | ф  | Ослеплённые                  | Blinded                   | доктор Керолайн Лэмор                             |
| 2005—2006 | с  | Донован                      | Donovan                   | Кейт Донован                                      |
| 2007      | с  | Фанни Хилл                   | Fanny Hill                | миссис Коул                                       |
| 2007—2008 | с  | Приключения Сары Джейн       | The Sarah Jane Adventures | миссис Уормвуд                                    |
| 2007—2014 | с  | В меньшинстве                | Outnumbered               | тётя Энджела                                      |
| 2008      | с  | Далёкие берега               | Distant Shores            | Лиза Шор                                          |
| 2008      | с  | Отель «Вавилон»              | Hotel Babylon             | Керолайн                                          |
| 2009      | с  | Биение сердца                | Heartbeat                 | Сильвия Суинтон                                   |
| 2009      | с  | Чуть свет — в Кэндлфорд      | Lark Rise to Candleford   | Селестия Брайс Коулсон                            |
| 2009      | с  | Мисс Марпл Агаты Кристи      | Agatha Christie’s Marple  | Сильвия Сэведж                                    |
| 2010      | с  | Новые трюки                  | New Tricks                | Энн Гортон                                        |
| 2010      | с  | Королева                     | The Queen                 | Королева                                          |
| 2010—2015 | с  | Аббатство Даунтон            | Downton Abbey             | леди Розамунд Пейнсвик                            |
| 2015—2016 | с  | Домашние очаги               | Home Fires                | Фрэнсис Барден                                    |
| 2017      | тф | Королевская зима             | A Royal Winter            | Беатрис                                           |
| 2019—2019 | с  | Безмолвный свидетель         | Silent Witness            | детектив-сержант Ханна Квик                       |
| 2019      | ф  | Холодная кровь               | Cold Blood                | Леди                                              |
| 2020—2020 | с  | Смерть в раю                 | Death in Paradise         | Джоан Хендерсон                                   |
| 2021      | ф  | Родня                        | The Kindred               | Джиллиан Барроуз                                  |
| 2021      | тф | Присутствие любви            | The Presence of Love      | Меррин                                            |
| 2022      | ф  | Аббатство Даунтон: Новая эра | Downton Abbey: A New Era  | леди Розамунд Пейнсвик                            |
| 2022      | ф  | Дети тьмы                    | The Kindreda              | Гиллиан Бурроус                                   |